# BMW серија 3 (G20)
BMW G20 је актуелна седма генерација серије 3, немачког произвођача аутомобила BMW и чине га лимузина/седан (интерне ознаке G20) и караван (ознаке G21). G20/G21 се производи од 2018. године и често се заједно називају G20.

## Историјат
Представљен је на салону аутомобила у Паризу, 2. октобра 2018. године, а на тржишту се нашао марта 2019. године. Дизајнирао га је Марк Михаел Маркефка, познат по дизајну купе и кабриолет верзије за пету генерацију серије 3 (E90). Караван (G21) је лансиран 12. јуна 2019. године. У Кини је доступна верзија седана са дужим међуосовинским растојањем (ознаке G28).
Модел М340i је један од првих возила из ове серије који је почео да се продаје у пролеће 2019. године, а 330е хибридни модел пласиран је почетком 2020. године. Лифтбек каросерија из претходне генерације Gran Turismo је угашен.

### Опрема
Доступан је у четири ниво опреме: Advantage, Sport Line, Luxury Line и M-Sport Line.
Серија G20 се заснива на платформи Cluster Architecture (CLAR) и карактерише је повећана употреба челика и алуминијума високе чврстоће. Поседује МакФерсон предње огибљење, а позади „мулти-линк” суспензију са хидрауличким амортизерима који боље апсорбују ударе. Коефицијент оптора ваздуха је од 0,26 до 0,23 за 320d. У односу на претходну генерацију дужи је за 85 мм, док је међуосовинско растојање порасло за 41 мм. Такође је и шири од F30 за 16 мм. У зависности од пакета опреме и мотора лакши је и до 55 kg у поређењу са F30. Аутомобил задржава расподелу тежине 50:50 и повећава чврстину каросерије за 50 одсто. Капацитет пртљажника је идентичан као код F30, 480 литара. Ручна кочница сада ради у електронском облику и више се не користи ручна полуга.
Стандардна опрема укључује лед фарове за напред и позади, аутоматску климу, аутоматска светла и брисаче који имају сензоре на кишу, 40:20:40 подељена преклопљива задња седишта и системе за помоћ возачу, укључујући упозорење о преласку у супротну траку и упозорење о судару уз интервенцију кочења. Постоје три пакета инструмент табле и централног информационог дисплеја: Live Cockpit, Live Cockpit plus и Live Cockpit Professional, тако да је могуће поручити и традиционалне округле инструменте, али и нови интерфејс ID7 са мултифункционалном инструмент таблом – екраном од 12,3 инча. Live Cockpit plus подразумева аналогну инструмент таблу са екраном од 5,7 инча и централни информациони екран од 8,8 инча који је осетљив на додир, док Live Cockpit Professional подразумева мултифункционалну инструмент таблу – екран величине 12,3 инча и централни информациони екран величине 10,25 инча. G20 поседује велики број интелигентних система асистенције и иновативних технологија које вожњу чине безбеднијом и комфорнијом. Опционо може да има систем самосталног паркирања са даљинском командом.
На европским тестовима судара 2019. године, G20 је добио максималних пет звездица за безбедност.

## Мотори
| Модел  | Година | Мотор                              | Снага                           | Обртни момент            | 0–100 km/h |
| Бензин | Бензин | Бензин                             | Бензин                          | Бензин                   | Бензин     |
| ------ | ------ | ---------------------------------- | ------------------------------- | ------------------------ | ---------- |
| 318i   | 2020–  | B48B20 2.0 R4 турбо                | 115 kW/156 КС при 4500–6500 rpm | 250 Nm при 1350–4000 rpm | 8,4 сек.   |
| 320i   | 2019–  | B48B20 2.0 R4 турбо                | 135 kW/184 КС при 5000–6500 rpm | 300 Nm при 1300–4300 rpm | 7,2 сек.   |
| 330i   | 2019–  | B48B20 2.0 R4 турбо                | 190 kW/258 КС при 5000–6500 rpm | 400 Nm при 1550–4400 rpm | 5,8 сек.   |
| 330e   | 2019–  | B48B20 2.0 R4 турбо + електромотор | 185 kW/252 КС                   | 420 Nm                   | 6,0 сек.   |
| M340i  | 2020–  | B58B30 3.0 R6 турбо                | 285 kW/387 КС при 5000–6500 rpm | 500 Nm при 1600–4500 rpm | 4,4 сек.   |
| Дизел  |        |                                    |                                 |                          |            |
| 316d   | 2020–  | B47D20 2.0 R4 турбо                | 90 kW/122 КС при 4000 rpm       | 300 Nm при 1500–2500 rpm | 9,8 сек.   |
| 318d   | 2019–  | B47D20 2.0 R4 турбо                | 110 kW/150 КС при 4000 rpm      | 320 Nm при 1500–3000 rpm | 8,4 сек.   |
| 320d   | 2019–  | B47D20 2.0 R4 турбо                | 140 kW/190 КС при 4000 rpm      | 400 Nm при 1750–2500 rpm | 6,8 сек.   |
| 330d   | 2019–  | B57D30 3.0 R6 турбо                | 195 kW/265 КС при 4000 rpm      | 580 Nm при 1600–3000 rpm | 5,5 сек.   |
| M340d  | 2020–  | B57D30 3.0 R6 твин-турбо           | 250 kW/340 КС при 4000 rpm      | 700 Nm при 1600–3000 rpm | 4,6 сек.   |

## Галерија
- G20
- G21
- Унутрашњост
- G20, редизајн
- G20, редизајн
- G21, редизајн
- Унутрашњост, редизајн